# Royce da 5'9"
Ryan Daniel Montgomery, cunoscut profesional ca Royce da 5'9" (sau pur și simplu Royce 5'9" ), este un rapper, compozitor și producător de discuri american. În prezent, face parte din duo-ul rap Bad Meets Evil, alături de colegul rapper de la Detroit Eminem și este parte din duetul hip hop PRhyme, împreună cu producătorul DJ Premier. De asemenea, a făcut parte din grupul de hip hop Slaughterhouse al  Shady Records, alături de Joe Budden, Joell Ortiz și Kxng Crooked. Pe lângă cariera sa de producător, Montgomery a servit ca scriitorul din umbră pentru Puff Daddy și Dr. Dre. Revista online About.com l-a clasat pe rapper drept unul dintre „Top 50 MCs of Our Time (1987–2007)” (Top 50 MC ai vremurilor noastre).

## Discografie
Albume de studio
- Rock City (2002)
- Death Is Certain (2004)
- Independent's Day (2005)
- Street Hop (2009)
- Success Is Certain (2011)
- Layers (2016)
- Book of Ryan (2018)
- The Allegory (2020)

Albume în colaborare
- Slaughterhouse (cu Slaughterhouse) (2009)
- Hell: The Sequel (cu Eminem ca Bad Meets Evil) (2011)
- Welcome to: Our House (cu Slaughterhouse) (2012)
- Shady XV (cu Shady Records) (2014)
- PRhyme (cu DJ Premier ca PRhyme) (2014)
- PRhyme 2 (cu DJ Premier ca PRhyme) (2018)

## Premii și nominalizări
| An   | Beneficiar       | Premiu                                                                    | Rezultat     | Ref.  |
| ---- | ---------------- | ------------------------------------------------------------------------- | ------------ | ----- |
| 2011 | Recovery         | Grammy Award for Album of the Year                                        | Nominalizare | [ 5 ] |
| 2012 | Hell: The Sequel | Detroit Music Award for Outstanding National Major Record Label Recording | Câștigat     | [ 6 ] |
| 2017 | "Tabernacle"     | Detroit Music Award for Outstanding National Single                       | Nominalizare | [ 7 ] |
| 2017 | "Tabernacle"     | Detroit Music Award for Outstanding Video (Major Budget)                  | Nominalizare | [ 7 ] |
| 2020 | "Black Savage"   | Detroit Music Award for Outstanding Video (Major Budget)                  | Nominalizare | [ 8 ] |
| 2020 | "Cocaine"        | Detroit Music Award for Outstanding Video (Major Budget)                  | Nominalizare | [ 8 ] |
| 2021 | The Allegory     | Grammy Award for Best Rap Album                                           | Nominalizare | [ 9 ] |